# Jessé de Lima
Jessé de Lima, född den 16 februari 1981, är en brasiliansk friidrottare som tävlar i höjdhopp.
De Limas genombrott kom när han slutade fyra vid VM för juniorer 2000. Han deltog vid Olympiska sommarspelen 2004 men tog sig då inte vidare till final. Hans första större final var VM-finalen 2007 då han slutade på trettonde plats efter att ha klarat 2,21. Han var även i final vid Olympiska sommarspelen 2008 då han slutade tia efter att ha klarat 2,20.

## Personliga rekord
- Höjdhopp - 2,32 meter